# وسط سوسكس (دائرة انتخابية في المملكة المتحدة)
وسط سوسكس  (بالإنجليزية: Mid Sussex)‏ هي إحدى الدوائر الانتخابية في المملكة المتحدة الممثلة في مجلس العموم في برلمان المملكة المتحدة.
عضو البرلمان الذي يمثلها حالياً هو :Hon Nicholas Soames (Con).